# Donnie Yen
Donnie Yen (chiń. 甄子丹; pinyin Zhēn Zǐdān, ur. 27 lipca 1963 w Kantonie) – chiński aktor sztuk walk, reżyser.

## Życiorys
Dzieciństwo spędził w Hongkongu i Bostonie, dokąd wyemigrowali jego rodzice – znawcy tradycyjnej filozofii. Mając 11 lat trafił do szkoły wushu w Pekinie, gdzie trenował sztuki walki pod okiem Yuen Woo-pinga, nauczyciela m.in. Jet Li. Na ekranie zadebiutował mając 19 lat. Obecnie jest także choreografem pojedynków wushu, a od 2000 roku występuje także w filmach hollywoodzkich.

## Filmografia

### Jako aktor
- 1984 Siu taai gik (ang. Drunken Tai Chi Master)
- 1985 Ching fung dik sau (ang. Mismatched Couples)
- 1988 Ying ging boon sik (ang. The Last Conflict)
- 1988 Dak ging to lung (ang. Tiger Cage)
- 1988 Mo min kap sin fung (serial telewizyjny)
- 1989 Na pierwszej linii (Wong ga si je ji IV: Jik gik jing yan, ang. In the Line of Duty 4)
- 1989 Fei fu kwan ying (ang. Flying Tiger SWAT Team) (serial telewizyjny)
- 1990 Sai hak chin (ang. Tiger Cage 2)
- 1991 No foh wai lung (ang. Crystal Hunt)
- |1991 Święta Dziewica vs. Martwe Zło (Moh sun gip, ang. The Holy Virgin versus the Evil Dead)
- 1992 Dawno temu w Chinach 2 (Wong Fei Hung II: Naam yi dong ji keung, ang. Once Upon a Time in China II)
- 1992 Sun lung moon hak chan (ang. Dragon Inn)
- 1993 Lip paau hang dung (ang. Cheetah on Fire)
- 1993 San lau sing woo dip gim (ang. Butterfly Sword)
- 1993 Żelazna małpa (Siu nin Wong Fei Hung ji: Tit Ma Lau, ang. Iron Monkey)
- 1993 So Hak-Yi (ang. Heroes Among Heroes)
- 1994 Kung fu si fu (ang. The Kung Fu Master) (serial telewizyjny)
- 1994 Wing Chun
- 1994 Ma hei siu ji (ang. Circus Kids)
- 1995 Go aat sin (ang. Asian Cop: High Voltage)
- 1995 Dou sing 2: Gai tau dou sing (ang. The Saint of Gamblers)
- 1995 Jing wu men (ang. Fist of Fury) (serial telewizyjny)
- 1996 Żelazna małpa 2 (Gaai tau saat sau, ang. Iron Monkey 2)
- 1996 Powrót Szatana (666 Mo gwai fuk wut, ang. Satan Returns)
- 1997 Hak mooi gwai yi git gam laan (ang. Black Rose II)
- 1997 Chin long chuen suet (ang. Legend of the Wolf)
- 1998 Sat sat yan, tiu tiu mo (ang. Ballistic Kiss)
- 1998 Sun tong saan dai hing (ang. Shanghai Affairs)
- 1999 Miasto ciemności (Hei se cheng shi, ang. City of Darkness)
- 2000 Nieśmiertelny IV: Ostatnia rozgrywka (Highlander: Endgame)
- 2002 Blade: Wieczny łowca II (Blade II)
- 2002 Hero (Ying xiong, ang. Hero)
- 2003 Rycerze z Szanghaju (Shanghai Knights)
- 2004 Luen ching go gup (ang. Love on the Rocks)
- 2004 Ostrze róży (Chin gei bin 2: Fa dou daai jin, ang. The Huadu Chronicles: Blade of the Rose)
- 2005 Siedem mieczy (Chat gim, ang. The Seven Swords)
- 2005 Strefa śmierci (Saat po long, ang. S.P.L.)
- 2006 Brama Tygrysa i Smoka (Lung fu moon, ang. Dragon Tiger Gate)
- 2007 Dou fo sin (ang. Flash Point)
- 2008 Cesarzowa i wojownicy (Kong saan mei yan, ang. An Empress and the Warriors)
- 2008 Wa pei (ang. Painted Skin)
- 2008 Ip Man (ang. Yip Man) jako Yip Man
- 2009 Ga yau hei si 2009 (ang. All's Well, Ends Well 2009)
- 2009 Jian guo da ye
- 2009 Shi yue wei cheng (ang. Bodyguards and Assassins)
- 2010 14 ostrzy (chin. Jin yi weiang, ang. 14 Blades)
- 2010 Ip Man 2 (ang. Yip Man 2) jako Yip Man
- 2011 Wu xia (ang. Dragon) jako Liu Jin-xi. Reżyseria: Peter Chan
- 2010 Powrót legendarnej pięści (Jing mo fung wan, ang. The Legend of Chen Zhen)
- 2015 Ip Man 3 (ang. Yip Man 3) jako Yip Man
- 2016 Łotr 1. Gwiezdne wojny – historie (ang. Rogue One: A Star Wars Story) jako Chirrut Îmwe
- 2016 Przyczajony tygrys, ukryty smok: Miecz przeznaczenia (ang. Crouching Tiger, Hidden Dragon: Sword of Destiny) jako Meng Sizhao / Cichy Wilk
- 2017 xXx: Reaktywacja (ang. xXx: Return of Xander Cage) jako Xiang
- 2019 Ip Man 4 (ang. Yip Man 4) jako Ip Man
- 2020 Mulan jako Tung
- 2023 John Wick 4 jako Caine

### Jako reżyser
- 1997 Chin long chuen suet (ang. Legend of the Wolf)
- 1998 Sat sat yan, tiu tiu mo (ang. Ballistic Kiss)
- 1998 Sun tong saan dai hing (ang. Shanghai Affairs)
- 1999 Puma - szkoła męstwa (Der Puma - Kämpfer mit Herz) (współreżyseria)
- 2003 Chin gei bin (ang. The Twins Effect) (współreżyseria)
- 2004 Gin chap hak mooi gwai (ang. Black Rose Academy) (współreżyseria)